# 大聖寺藩
大聖寺藩（だいしょうじはん）は、江戸時代に加賀国江沼郡にあって江沼郡および能美郡の一部を領した藩である。加賀藩の支藩であり、石高は初め7万石、後に10万石となった。家紋は棒梅鉢。第3代藩主前田利直が宝永6年（1709年）に築いた別邸長流亭は国の重要文化財に指定されている。藩庁は大聖寺陣屋である。

## 歴史
江戸時代の当初は、加賀藩の城代が大聖寺城で江沼郡を支配したが、元和元年（1615年）の一国一城令で廃城となり、この役職は郡奉行に改められた。
寛永16年（1639年）6月20日、加賀藩の第2代藩主前田利常が隠居する際、次男の利次に富山10万石を、三男の利治に大聖寺7万石を割いて、富山藩と大聖寺藩が立藩された。大聖寺藩の版図は江沼郡の大半133村（6万5700石余り）と、越中国新川郡のうち9村（4300石余り）であったが、万治3年（1660年）8月に領地交換で江沼郡全域と能美郡6村となった。
3代藩主の利直は、弟の利昌に新田1万石を割いて大聖寺新田藩を立藩させたが、この藩は利昌が柳本藩主織田秀親を刺殺するという乱行に及んだために切腹を命じられ、宝永6年（1709年）に取り潰しとなり、領地は大聖寺藩に復した。
9代藩主の利之は、文政4年（1821年）に7万石から10万石への高直しを行った。差の3万石は新田開発が1万石、加賀藩からの支援が2万俵（加賀藩の1俵は5斗であり、2万俵は1万石に相当、1万石の米は領地20000石に相当）で捻出した。ここで300諸侯中最大の陣屋主となった。12代藩主の利義は安政2年（1855年）に没したが、その死の公表前に養子の利行も没したため、利行の死を秘匿し、利行の13代襲封のお墨付きは名代として、富山藩主前田利聲と七日市藩藩主前田利豁が受け、利行の隠居願いを加賀藩主前田斉泰が幕府に願い出て、14代を利鬯が継いだ。

## 歴代藩主
松平（前田）家
外様。7万石→10万石。
1. 利治
2. 利明
3. 利直
4. 利章
5. 利道
6. 利精
7. 利物
8. 利考
9. 利之
10. 利極
11. 利平
12. 利義
13. 利行
14. 利鬯

## 家臣
- 前田中務（藩主一門）1200石
- 生駒萬兵衞 1100石
- 村井主殿（家老）1100石
- 山崎權丞 1000石
- 前田主計 (藩主一門) 1000石
- 佐分儀兵衞 1000石
- 野口岩佑 850石
- 大井市兵衞 500石
- 一色健次郎 400石
- 稻垣五郎左衞門 400石
- 深町孫市 400石
- 田丸守衞 350石
- 前田織部 (藩主一門) 200石

## 幕末の領地
- 加賀国
  - 江沼郡 - 143村（全域）
  - 能美郡のうち - 6村